# Santi Toledo
Santiago Toledo Jiménez (Las Palmas de Gran Canaria, Islas Canarias; 18 de octubre de 1972) es un exjugador de baloncesto español. Con 2,11 metros de estatura, jugaba en la posición de pívot.

## Trayectoria
Canterano de Salesianos Las Palmas, del Real Madrid y del CB Gran Canaria, hasta que debutó, de manera profesional, en 1992 con el CB Gran Canaria.
[actualizar]

## Vida personal
Es cuñado de Santiago Aldama, olímpico en los Juegos Olímpicos de Barcelona 1992 y tío del también baloncestista Santiago Aldama Toledo. Estuvo casado con la jugadora italiana de voleibol Maurizia Cacciatori.